# ジホスゲン
ジホスゲン（Diphosgene）は炭素と酸素と塩素の化合物である。ホスゲンダイマーとも呼ばれる。常温で無色の液体であり、有機合成の有用な試薬として用いられている。また、ホスゲン同様に毒性が強いため化学兵器として使用されたこともある。

## 生産と用途
ジホスゲンは、紫外線の下でクロロギ酸メチルを急速に塩素化させることによって生成する。また、ジホスゲンを熱分解するとホスゲンが生成する。
ホスゲンを使用する反応に代替物質として利用される。たとえば、イソシアン酸塩からのアミン生成、塩化カルボニル化合物から第二級アミン生成、カルボン酸から酸塩化物の合成、ホルムアミドからイソシアン化物の合成などが挙げられる。
一当量のジホスゲンは分解によって二当量のホスゲンとなる。
{\displaystyle {\ce {{2RNH2}+ ClCO2CCl3 -> {2RNCO}+ 4HCl}}}
α-アミノ酸を原料にジホスゲンと反応させると、反応条件によりイソシアン酸ー酸クロリド{\displaystyle {\ce {OCNCHRCOCl}}} またはN-カルボキシアミノ酸無水物を与える。
取り扱いの危険性はホスゲンよりは低い。そのため、ホスゲンが必要な場合にはジホスゲンの状態で（密封タンクなどで）輸送し、使用場所で分解させることによってホスゲンを得るといったことが行われる。ジホスゲンは化学工業における（di-）イソシアン酸塩の生産やウレタンの合成などの大規模反応においてホスゲンの代替物質となった。なお、ジホスゲンは空気中の水分と反応して加水分解し、塩化水素を放出する。

## 化学兵器として
初めてホスゲンが使用された数か月後に、ジホスゲンは化学兵器として開発された。第一次世界大戦の間のドイツによる毒ガス砲弾として使われた。最初に記録された戦場での使用は1916年5月である。
当時のガスマスクでは防げない毒ガスとしてジホスゲンは開発された。